# Šútovo
Šútovo és un poble i municipi d'Eslovàquia que es troba a la regió de Žilina, al centre-nord del país. El 2017 tenia 507 habitants.

## Demografia
| Godina             | 1994 | 2004   | 2014   | 2024   |
| ------------------ | ---- | ------ | ------ | ------ |
| Nombre de persones | 509  | 505    | 513    | 509    |
| Diferència         |      | −0,78% | +1,58% | −0,77% |

| Godina             | 2023 | 2024   |
| ------------------ | ---- | ------ |
| Nombre de persones | 506  | 509    |
| Diferència         |      | +0,59% |